# Болотный кролик
Болотный кролик (лат. Sylvilagus palustris) — один из видов американских кроликов (Sylvilagus) из отряда зайцеобразных, обитающий в болотах и топях прибрежных районов восточной и южной части Соединенных Штатов. Этот вид — хороший пловец, и встречается только у воды. Внешне он похож на флоридского кролика (Sylvilagus floridanus), но отличается меньшей длиной ушей, ног, хвоста.

## Описание
Латинское название Sylvilagus palustris происходит от сочетания латинских слов silva (лес), lagos (заяц) и palustris (болотный). Болотного кролика обычно связывают с группой  кроликов, обитающих во влажных местообитаниях. Однако его не следует путать с более крупным водяным кроликом (Sylvilagus aquaticus), обитающим от Алабамы до Техаса.
Болотные кролики, как правило, меньше, чем флоридские кролики. Взрослые особи с полуострова Флорида обычно весят около 1,0 - 1,2 кг с длиной тела 43 см. Взрослые особи из материковой части ареала, как правило, больше, чем 1,6 кг и длина тела более 44 см. Ступни  материковых кроликов также больше (9,4 см), чем у (8,9 см) флоридских болотных кроликов.
Спина имеет черновато-коричневую или тёмно-рыжую окраску. Брюшко обычно  буровато-серое, но у материкового подвида может быть также тускло белым. Вершины ушей чёрные снаружи и охристые изнутри. Остевые волосы на спине могут иметь чёрные вершины, что создают черноватый струйчатый рисунок. Чёрные части вершин волосков становятся тускло серыми к весне и лету, становятся рыжеватыми или охристыми к осени, а затем сменяются на тёмно-чёрные в зимний период. Флоридские болотные кролики более тёмные и ярко рыжие, чем континентальные, у них  с коричнево-рыжий затылок, ноги и ступни. Молодые кролики имеют более тёмную и тусклую окраску, чем взрослые.
Одна особенность, отличающая болотных кроликов от сходных с ними водяных, как и других американских кроликов, состоит в том, что нижняя часть хвоста у них буровато-серая и почти никогда не бывает белой. Еще одна любопытная особенность, проявляющаяся у кроликов в южной Флориде, это меланизм. Особи-меланисты обладают совершенно чёрной окраской, которая сезонно не меняется.
Болотные кролики имеют ряд особенностей, которые отличают их от всех американских кроликов и, в частности, от водяных. Уши у них короче и задние лапы гораздо меньше, чем водяного кролика. Хвост также значительно меньше по сравнению с пушистыми хвостами, которые типичны для американских кроликов.

## Подвиды
Были описаны три подвида Sylvilagus palustris:
- Sylvilagus palustris palustris — каролинский болотный кролик, номинативный подвид, обитающий в пределах ареала вида на территории Северной Америки за исключением полуострова Флорида
- Sylvilagus palustris paludicola — флоридский болотный кролик, меньше по размерам, обитает на  полуострове Флорида[1].
- Sylvilagus palustris hefneri — болотный кролик с островов Нижние Кис, самый мелкий подвид, считается подвидом, находящимся под угрозой исчезновения[2][5].

## Ареал
Ареал материкового болотного кролика, S. p. palustris, простирается от Великого мрачного болота в Вирджинии вдоль восточного побережья США до северных подступов к Флориде и по побережью Мексиканского залива до Мобилского залива в штате Алабама. Он охватывает прибрежные низменности, болота, реки, кролики редко встречаются более чем в 60 километрах от берега. Флоридский болотный кролик, S. p. paludicola населяет полуостров Флорида его начала до островов Верхние Кис. К северу от Майами вдоль восточного побережья этот подвид не найден. Находящийся под угрозой исчезновения островной болотный кролик, S. p. hefneri, встречается только в южных Флорида-Кис.

## Биотопы
Болотные кролики обычно обитают в солоноватых и пресных болотах, поросших, в основном, рогозом и кипарисом. В южной Флориде они обычно населяют песчаные острова и мангровые заросли. В отличие от большинства кроликов они строго ограничены районами с постоянным доступом к воде. Довольно часто они используют приливные болота, но всегда обитают вблизи от возвышенности, где спасаются в высокие приливы. Обычные места лёжек болотные кролики устраивают в густых зарослях магнолии, Nyssa sylvatica, ликвидамбара, терновника и рогоза.

## Питание
Болотные кролики строго травоядные. Как правило, они питаются листьями и луковицами болотных растений, включая рогоз, ситник и различные злаки. Они также могут питаться и другими водными или болотными растениями, такими как центеллы, смилакс, болотный щитолистник (Hydrocotyle vulgaris), водный гиацинт и Solanum jamesii.
Особенность питания болотных кроликов общая со всеми американскими кроликами и зайцеобразными - это копрофагия. Экскременты кроликов бывают двух типов: твёрдый и мягкий помёт, состоящий из маленьких мягких шариков. Эти мягкие шарики, известные как цекотрофы, производятся в слепой кишке. Кролики их съедают сразу после выделения и повторно переваривают, извлекая из них дополнительные питательные вещества.

## Поведение
Болотные кролики ведут ночной образ жизни; они проводят большую часть светлого времени суток, отдыхая в убежищах.  Убежищами им часто служат густые кустарники, полые стволы деревьев и заросли рогоза и других травянистых растений. Они также могут использовать заброшенные норы других животных. Болотные кролики часто пробивают тропы в густой растительности вдоль кромки болот. Принадлежность этих троп можно легко определить, так как кролики активно метят их своим помётом.
Одна очень характерная особенность болотных кроликов состоит в том, что они могут ходить на четвереньках, перемещая каждую ногу попеременно, как, например, кошки. Хотя они способны перемещаться прыжками, как и все кролики, в густой растительности они оказываются более проворными, перемещаясь шагом. Расстояние между отпечатками лап при этом аллюре составляет 8.9-16.5 см. При этом болотные кролики широко расставляют пальцы, это одна из важнейших особенностей следов этого вида, не характерная для других кроликов.
Болотные кролики более тесно связаны с водой, чем водяные кролики.  Они охотно преодолевают водные преграды и являются отличными пловцами. Вследствие приспособления к плаванию их задние лапы меньше опушены и имеют более длинные когти, чем у типичные американски кроликов. Если болотные кролики не скрываются в густых зарослях, они прячутся под поверхностью мутной воды, выставляя только глаза и ноздри над поверхностью, их уши при этом плотно прижаты к спине. После того как их заметят, они  быстро плывут к новому убежищу или другой сплавине. Когда их вспугивают из укрытий, убегая, они могут взвизгивать.
Хищные птицы, такие как виргинский филин и полевой лунь — основные хищники, питающиеся болотными кроликами. Другие опасные для них хищники  — это аллигаторы, змеи, рыжие рыси, лисы и койоты.

## Размножение
Размножение у болотных кроликов происходит круглый год. Типичный размер выводка от 2 до 4 молодых, продолжительность беременности от 30 до 37 дней. Взрослые самки производят до 6 помётов в год со средним годовым уровнем воспроизводства от 15 до 20 детенышей. Гнёзда строят из камыша, травы и листьев. Хорошо скрытые гнезда имеют выстелку из волос и пуха размножающейся самки. Кролики их устраивают в густых зарослях или болотистых местах,  окруженных водой со всех сторон для безопасности.

## Взаимодействия с человеком
В южных штатах болотных кроликов регулярно истребляли вместе с водяными кроликами при помощи выжигания больших участков сухой травы, в засушливый сезоны. В некоторых штатах, болотные кролики считаются дичью и их добыча регулируется Департаментом природных ресурсов. Например, Южной Каролине установлен охотничий сезон на болотных кроликов с 27 ноября по 2 марта с добычей не более 5 штук на одного охотника в день. В Вирджинии охота на болотных кроликов также находится в ведении Департамента охоты и рыболовства.
Благодаря рациону, содержащему, в основном, водные растения, болотные кролики рассматриваются в качестве малозначащих сельскохозяйственных вредителей наиболее экономически важных сельскохозяйственных культур. В Южной Флориде, однако, их считают основными вредителями плантаций сахарного тростника.
В штате Джорджия болотные кролики известны как Pontoon (понтун). В Алабаме водяных кроликов или cane-cutters (тростниковых косилок) часто ошибочно принимают за болотных кроликов. Во многих регионах восточной части США для мяса ондатры или мускусной крысы часто используют эвфемизмом "болотные кролики". Под этим названием мясо ондатры подаётся в ресторанах в тушёном виде или маринованным и жаренным во фритюре.

## Филогения
Болотный кролик (S. palustris) и водяной кролик (S. аquaticus) обладают сходным кариотипом с диплоидным числом хромосом 2n = 38, унаследованным от общего предка. Анализ молекулярных  данных по секвенированию митохондриального гена 12S рибосомной РНК подтверждает, что S. palustris и S. аquaticus являются сестринскими таксонами подроде Tapeti рода Sylvilagus. Так как этот ген у большинства организмов эволюционирует достаточно медленно, он очень удобен для определения родственных связей близкородственных видов.

## Ссылка
- Sylvilagus palustris // Mammalian species # 153